# 1986 в історії метрополітену
У цій статті перераховуються основні події з історії метрополітенів у 1986 році

## Події

### 7 січня
Відкрита перша черга Новосибірського метрополітену, що містить станції:
- «Червоний проспект»
- «Площа Леніна»
- «Жовтнева»
- «Річковий вокзал»
- «Студентська».

### 24 січня
Відкриті станції Московського метрополітену «Полянка» та «Боровицька».

### 25 січня
Відкрита станція Московського метрополітену «Третьяковська» на Калінінській лінії.

### 1 березня
Відкрита станція Мюнхенського метрополітену «Одеонсплац» (нім. Odeonsplatz)
У столиці Баварії 51 станція.

### 31 травня
Відкриття ділянки Saalbau — Gruga та Florastraße Ессенського метрополітену

### 1 серпня
Відкрито метрополітен Белу-Оризонті, штат Мінас-Жерайс, Бразилія.

### 21 жовтня
Відкриті 9-та та 10-та станції Метрополітену Гельсінкі «Мюллюпуро» (фін. Myllypuro, швед. Kvarnbäcken) та «Контула» (фін. Kontula, швед. Gårdsbacka).

### 24 жовтня
Відкрита друга черга Салтівської лінії Харківського метрополітену зі станціями:
- «Академіка Павлова»
- «Студентська»
- «Героїв Праці»
- У Харкові 21 станція.
- Схід».